# 나르키소스 (비디오 게임)
《나르키소스》(narcissu;ナルキッソス)는 네코네코소프트의 전 시나리오 작가인 카타오카 토모의 동인 게임 제작팀 스테이지 나나에서 제작한 비주얼 노벨 동인 게임이다.
시리즈의 최신작인 나르키소스: 만약 내일이 있다면(もしも明日があるなら 모시모 아시타가 아루나라[*])이 플레이스테이션 포터블로 2010년 6월 24일에 발매되었다.

## 개요
게임은 이바라키현 미토시에 있는 어느 병원의 7층에 있는 호스피스 병동에서 불치병으로 서서히 죽어가는 인물들을 중심으로 한다. 그들의 내면적 성장과 이야기를 그리며, 가로로 긴 그림과 음성을 포함한 스크립트, 없는 스크립트의 두가지로 나뉘어 최소한의 정보만을 제시하도록 구성되었다.
게임은 NScripter로 개발되었으며 스테이지 나나의 공식 웹사이트에서 무료로 공개하고 있다. 초기 시리즈인 《나르키소스》는 2005년 8월 1일에 발매되었다. 삶과 죽음에 대한 고찰이란 무거운 주제에도 불구하고 인기를 얻었으며, 이에 하루x타코 프로듀스에서 연극화하여 2007년 2월 9일에 오사카의 Wingfield에서 공연하였고, 일본의 모바일 폰으로의 게임 이식을 전문하는 업체인 모에푸리에 의해 모바일 폰으로 이식되어 배포하기도 하였다.
두 번째 시리즈이자 《나르키소스》의 전편을 다루는 《나르키소스: 사이드 2nd》는 2007년 5월 16일에 발매되었다. 첫 시리즈에서 약 6년 전 과거로 돌아가 중학교에 입학한지 얼마되지 않은 무렵의 세츠미가 불치병에 걸려 집과 병원 사이를 들락달락하다 만난 히메코와의 행복했던 시절을 다루고 있다.
2009년 4월 27일, 스테이지 나나의 30번째 작품이자 시리즈에서의 세 번째 작품이 출시되었다. 'Die Dritte Welt'란 부제목을 달고 일상의 삶과 죽음의 인생관(日常・死生観 니치죠·시세이칸[*])을 주제로 한 외전격인 4가지의 에피소드를 담고 있다. 캐릭터 디자인은 오가타 코지가 맡았으며, Side 2nd와 마찬가지로 시리즈 전작을 모두 포함한다. 다만, 이전 시리즈와는 다르게 무료로 배급되지 않는다.

## 언어현지화
원작자인 가타오카 토모의 정식적인 허가를 받고 영어과 한국어, 중국어의 3개 언어로 언어현지화되었다. 영어판은 영어를 지원하기 위해 NScripter를 개조한 OnScripter을 기반으로 제작되었는데, 그 결과로 마이크로소프트 윈도우이외의 타 플랫폼으로의 이식되어 매킨토시와 리눅스 판도 존재한다. 한국어판은 2009년 6월 13일 팀 블루윈드에서 한국어판 Side 2nd가 배포하고 있다.

## 등장인물

### 1st
아토 유(阿東 優)
21세, 1st의 주인공으로 대학생이었다. 자동차 운전면허를 따고 20세 생일을 맞이한 날, 가슴에 심한 통증을 느끼고 여러가지의 검사를 거쳐 페암 진단을 받아 2005년 1월에 호스피스 병동인 7층으로 옮겨졌다. 세츠미와는 같은 해 겨울에 알게 되어 호스피스 병동의 주민들 대대로 조용히 내려져 오는 규칙을 전해 받았다. 7층에서 긴 시간을 보내던 어느 날, 병문안을 온 아버지의 인테그라로 세츠미와 함께 무작정 여행길에 나섰다. 이름은 게임 내에서 설정되어 있지 않았으나, 배포처인 스테이지 나나가 리뉴얼된 다음 등장인물 소개에 붙여졌다.
사쿠라 세츠미(佐倉 瀬津美)
성우 - 아야카와 리노
물병좌에 O형 22세, 말수가 적고 감정을 드러내지 않는 성격을 지녔다. 중학생 무렵에 병을 얻은 후, 통원 치료를 하다가 7층의 환자가 되었다. 1999년 15세의 한여름에 만난 히메코에게서 영향을 받아, 자동차나 전철에 흥미를 가졌고 지도를 펼쳐 살펴보는 것을 좋아하게 되었다. 주인공의 도움으로 텔레비전에서 본 아와지 섬의 수선화 밭에 도착한 후 바다로 걸어 들어가 자살하였다.

### Side 2nd
히메코(姫子)
성우 - 야나세 나츠미
천징좌에 AB형 23세, 치히로의 언니로, 직장에서 받은 첫 급료를 유노스라고 이름지은 오래된 로드스타에 쏜아부을 정도로 자동차를 좋아한다. 교회의 설교를 듣는것을 매우 따분하게 여겨 나가고 않고 있으며, 세츠미와는 매점 앞에서 단추가 떨어진 것을 보고 고쳐주게 되면서 알게 되었다.
유카(優花)
성우 - 이와이 유키코
히메코가 어릴적부터 사귀어 온 성격이 정반대인 친구로, 조금은 솔직하지 못한 성격을 지녔다. 히메코의 간곡한 부탁으로 히메코가 호스피스 병동으로 옮겨진 이후에는 병문안을 관두었다.
치히로(千尋)
성우 - 고토 유코
21세, 히메코의 친여동생, 열정적인 기독교 신자로 교회에 나오지 않는 언니를 걱정하고 있다. 대학교에 다니면서도 강의가 끝나면 항상 봉사 활동을 위해 호스피스 도우미를 하고 있다.
세츠미의 모친(セツミの母親)
성우 - 타나카 료코
친딸인 세츠미의 좋은 이해자.
여자아이(女の子)
성우 - 노토 마미코
8세, 히메코가 대학에 다니면서 호스피스에 대한 봉사 활동을 하던 시절에 만난 여자아이.

## 제작진
- 시나리오
  - 1st, 2nd - 카타오카 토모
  - 3rd - 카타오카 토모, 하야카리 타케시, ごぉ 고[*], 그 외 다수
- 애니메이션 제작 - 스튜디오 루나
- 캐릭터 디자인
  - 1st - ぴんさいず 핀사이즈[*]
  - Side 2nd - 고토P
  - 3rd - 오가타 코지
- 주제가
  - 1st - ナルキッソス 나르키소스[*] by eufonius
  - 3rd - 光降るなら 히카리 후루나라[*] (빛이 내린다면) by 彩羅

## 사운드트랙
게임내에서 쓰인 곡은 창작곡과 네코네코소프트사에서 제작한 게임의 음악을 나르키소스의 분위기에 맞도록 리믹스한 음악들로 이루어져 있다.
| #   | 제목                                                                         | 작사            | 작곡              | {{{기타정보}}}    | 재생 시간 |
| --- | ---------------------------------------------------------------------------- | --------------- | ----------------- | ----------------- | --------- |
| 1.  | エメラルドの海 에메라루도노 우미[*] (에메랄드의 바다)                        |                 | 마사              |                   | 2:18      |
| 2.  | 銀のクーペ 깅노 쿠페[*] (실버 쿠페)                                          |                 | 에비              |                   | 2:33      |
| 3.  | ナルキッソス -inst- 나르키소스[*]                                            |                 | 에비              |                   | 2:01      |
| 4.  | 週末の過ごし方より 슈마쓰노 스고시카타요리[*] (주말을 지내는 법에서)         |                 | 야노 마사시       | 네코토 코메토     | 3:43      |
| 5.  | ここにいる vocal ver. 고코니 이루[*] (여기에 있어)                           | 우미토미 츠카사 | 이시하시 히로후미 | 미즈타 마리       | 4:47      |
| 6.  | ラムネ79's (ラムネより) 라무네79's (라무네요리)[*] (라무네79's (라무네에서)) |                 | 엘레멘츠 가든     | 네코노 코메토     | 3:08      |
| 7.  | 一号線 이치고센[*] (1번 도로)                                                |                 | 센티브            |                   | 2:37      |
| 8.  | 7F (7층)                                                                     |                 | 센티브            |                   | 2:15      |
| 9.  | サクラ (120円の春より) 사쿠라 (120엔노 하루요리)[*] (사쿠라 (120엔의 봄에서) |                 | 에비              | 후지모토 시토시   | 2:16      |
| 10. | エメラルドの海 ver.2 에메라루도노 우미 ver.2[*] ((에메랄드 바다 Ver.2))      |                 | 마사              |                   | 2:17      |
| 11. | スカーレット 스카렛토[*] (스칼렛)                                            |                 | 우에츠 노리야스   | 이시하시 히로후미 | 3:07      |
| 12. | Narcissu ～セツミのテーマ～ 세츠미노 테마[*] (세츠미의 테마)                 | 에비            | 카타오카 토모     | 렘                | 2:25      |

| #   | 제목                                                   | 작사           | 작곡                  | {{{기타정보}}} | 재생 시간 |
| --- | ------------------------------------------------------ | -------------- | --------------------- | -------------- | --------- |
| 1.  | ナルキッソス 나르키소스[*]                             | 리야           | 키쿠치 하지메         | eufonius       |           |
| 2.  | 鳴る高架線 2007 나루 코카센 2007[*] (우는 고가선 2007) |                | 에비(사운드 유니온)   |                |           |
| 3.  | 姫子のテーマ 히메코노 테마[*] (히메코의 테마)          |                | 에비(사운드 유니온)   |                |           |
| 4.  | 飲み込む嘘 노미코무 우소[*] (집어 삼킨 거짓말)         |                | 미즈츠키              |                |           |
| 5.  | パイナップルの木 파이나푸루노 키[*] (파인애플 나무)    |                | 바바리안 온 더 그루부 |                |           |
| 6.  | 南向きの窓 미나미무키노 마도[*] (남쪽을 향한 창)       |                | 소우텐                |                |           |
| 7.  | ロードスター ver.2 로드스타 ver.2[*]                   |                | 오노켄                |                |           |
| 8.  | 誰が為に 다레가 타메니[*] (누구를 위해)                |                | 센티브                |                |           |
| 9.  | ラムネ'79 라무네'79[*]                                 |                | 엘레멘츠 가든         | TGZ            |           |
| 10. | 朝の景色 아사노 케시키[*] (아침 경치)                  |                | 미즈츠키              |                |           |
| 11. | ナルキッソス inst 나르키소스[*]                        |                | 키쿠치 하지메         |                |           |
| 12. | 夕立空 유리쓰소라[*] (저녁놀이 뜬 하늘)                |                | 에비(사운드 유니온)   |                |           |
| 13. | 夕化粧 アレンジ 유우케쇼[*] (저녁 화장 편곡)           |                | 443                   | 네코노 코멧토  |           |
| 14. | 15cm                                                   | 타카시(시그마) | 사인(시그마)          | 카코           |           |

## 관련 상품
- 《나르키소스 비주얼 팬 북》 - C72
- 《나르키소스 사이드 스토리》 - C73
- 《나르키 책》 - C75
- 《나르키소스 드라마 CD》 - 2006년 12월
- 《나르키소스: 만약 내일이 있다면 포터블 보컬 앨범》 - 2010년 6월 25일

### 소설
- 《나르키소스》와 《나르키소스: Side 2nd》를 글로 옮긴 것으로 MF문고 J에서 발매되었다. 총 1권으로 완결되었으며, 통리출판사에서 중국어로 학산출판사 계열의 익스트림 노벨에서 한국어로 각각 번역하여 출간했다. 표지 그림은 Goto-P, 삽화는 이쿠타 타카논이 그렸다.

1. 일본어판 - 2008년 7월 25일, ISBN 978-4-8401-2365-5
2. 중국어판 - 2009년 12월 3일, ISBN 978-986-10-4955-7
3. 한국어판 - 2010년 4월 7일, ISBN 978-89-258-4682-8

### 만화
에도야 포치가 그림을 그려 월간 코믹 얼라이브 2009년 1월호부터 연재하였으며 총 2권으로 완결되었다.
1. 2009년 6월 23일, ISBN 978-4-8401-2580-2
2. 2010년 2월 23일, ISBN 978-4-8401-2984-8

## 같이 보기
- 자살
- 불치병
- 호스피스

### 공식 웹사이트
- (일본어/영어) 원작 공식 웹사이트
- (일본어) 플레이스테이션 포터블판 "나르키소스: 만약 내일이 있다면" 공식 웹사이트
- (일본어) 모바일 폰 판 나르키소스 배포처 (모에푸리)
- (일본어) 나르키소스를 무대 연극화한 OOx타코 프로듀스의 홈페이지

### 언어현지화 배포처
- (영어) 팀 insani - 영어
- (영어) 팀 hæleþ - Side 2nd 영어판 배포처
- (중국어) key fans club팀의 1st/Side 2nd 간체중국어
- (한국어) 팀 블루윈드 - 1st/Side 2nd 한국어
- (프랑스어) 카와소프트 - 프랑스어
- (태국어) 스페로기라 - 타이어
- (태국어) 플랫드림 - Side 2nd 타이어
- (언어 오류(vt)) VN쉐어링 - 베트어남[깨진 링크(과거 내용 찾기)]